# سكول (سويسرا)
سكول (بالفرنسية: Scuol)‏ هي بلدية تقع في سويسرا في كانتون غراوبوندن.

## المناخ
يظهر الجدول التالي التغييرات المناخية على مدار السنة لسكول:
| البيانات المناخية لـسكول           | البيانات المناخية لـسكول | البيانات المناخية لـسكول | البيانات المناخية لـسكول | البيانات المناخية لـسكول | البيانات المناخية لـسكول | البيانات المناخية لـسكول | البيانات المناخية لـسكول | البيانات المناخية لـسكول | البيانات المناخية لـسكول | البيانات المناخية لـسكول | البيانات المناخية لـسكول | البيانات المناخية لـسكول | البيانات المناخية لـسكول |
| الشهر                              | يناير                    | فبراير                   | مارس                     | أبريل                    | مايو                     | يونيو                    | يوليو                    | أغسطس                    | سبتمبر                   | أكتوبر                   | نوفمبر                   | ديسمبر                   | المعدل السنوي            |
| ---------------------------------- | ------------------------ | ------------------------ | ------------------------ | ------------------------ | ------------------------ | ------------------------ | ------------------------ | ------------------------ | ------------------------ | ------------------------ | ------------------------ | ------------------------ | ------------------------ |
| متوسط درجة الحرارة الكبرى °م (°ف)  | −0.2 (31.6)              | 2.5 (36.5)               | 7.8 (46.0)               | 11.9 (53.4)              | 16.7 (62.1)              | 20.2 (68.4)              | 22.8 (73.0)              | 22.1 (71.8)              | 18.3 (64.9)              | 13.4 (56.1)              | 5.2 (41.4)               | 0.0 (32.0)               | 11.7 (53.1)              |
| المتوسط اليومي °م (°ف)             | −4.5 (23.9)              | −3.2 (26.2)              | 1.2 (34.2)               | 5.2 (41.4)               | 10.0 (50.0)              | 13.0 (55.4)              | 15.2 (59.4)              | 14.6 (58.3)              | 11.0 (51.8)              | 6.6 (43.9)               | 0.3 (32.5)               | −3.7 (25.3)              | 5.5 (41.9)               |
| متوسط درجة الحرارة الصغرى °م (°ف)  | −8.3 (17.1)              | −7.7 (18.1)              | −3.9 (25.0)              | −0.3 (31.5)              | 4.1 (39.4)               | 6.9 (44.4)               | 9.0 (48.2)               | 8.8 (47.8)               | 5.6 (42.1)               | 1.8 (35.2)               | −3.4 (25.9)              | −7.0 (19.4)              | 0.5 (32.9)               |
| الهطول مم (إنش)                    | 37 (1.5)                 | 33 (1.3)                 | 36 (1.4)                 | 37 (1.5)                 | 62 (2.4)                 | 79 (3.1)                 | 91 (3.6)                 | 102 (4.0)                | 62 (2.4)                 | 63 (2.5)                 | 61 (2.4)                 | 43 (1.7)                 | 706 (27.8)               |
| متوسط تساقط الثلوج سم (إنش)        | 50.6 (19.9)              | 43.2 (17.0)              | 20.6 (8.1)               | 10.3 (4.1)               | 2.2 (0.9)                | 0.2 (0.1)                | 0 (0)                    | 0 (0)                    | 0.2 (0.1)                | 2.5 (1.0)                | 28.1 (11.1)              | 43.3 (17.0)              | 201.2 (79.2)             |
| متوسط أيام هطول الأمطار (≥ 1.0 mm) | 5.6                      | 5.1                      | 5.6                      | 6.3                      | 9.2                      | 10.1                     | 10.5                     | 11.1                     | 7.5                      | 7.6                      | 7.2                      | 6.8                      | 92.6                     |
| متوسط الأيام المثلجة (≥ 1.0 cm)    | 7.7                      | 6.5                      | 4.9                      | 3                        | 0.4                      | 0.1                      | 0                        | 0                        | 0                        | 0.4                      | 5                        | 7.4                      | 35.4                     |
| متوسط الرطوبة النسبية (%)          | 75                       | 70                       | 65                       | 63                       | 65                       | 66                       | 67                       | 71                       | 72                       | 75                       | 78                       | 78                       | 70                       |
| ساعات سطوع الشمس الشهرية           | 97                       | 119                      | 157                      | 163                      | 173                      | 181                      | 215                      | 195                      | 165                      | 144                      | 93                       | 77                       | 1٬779                    |
| المصدر: MeteoSwiss                 |                          |                          |                          |                          |                          |                          |                          |                          |                          |                          |                          |                          |                          |